# Seereederei Frigga

Logo der Seereederei Frigga

Die Seereederei „Frigga“ Aktiengesellschaft bestand von Ende 1920 bis zum Anfang 1993 (in den letzten Jahren als GmbH). Der Sitz des Unternehmens war Hamburg, eine Zweigniederlassung war in Emden. 1989 wurde der Firmensitz nach Tangstedt in Schleswig-Holstein verlegt. Die Frigga war schwerpunktmäßig im Erz- und Kohlefrachtgeschäft tätig und diente als Zubringer für deutsche Stahlerzeuger.

## Geschichte

### Gründung
Nach dem Ersten Weltkrieg wurde aufgrund des schnell steigenden Bedarfs an Kohle und Erz und der Abhängigkeit von ausländischen Reedereien, am 9. Dezember 1920 die Seereederei „Frigga“ Aktiengesellschaft unter Führung der Westfälischen Transport-Actien-Gesellschaft mit einem Grundkapital von 10 Mio. Mark gegründet. Karl Diederichs, Generaldirektor der Westfälischen Transport AG (WTAG), knüpfte die Verbindungen zu maßgeblichen Unternehmen der deutschen Kohleerzeuger und Stahlindustrie, die auf diese Weise die Rohstoffversorgung ihrer Betriebe sichern wollten.

### Aufbau

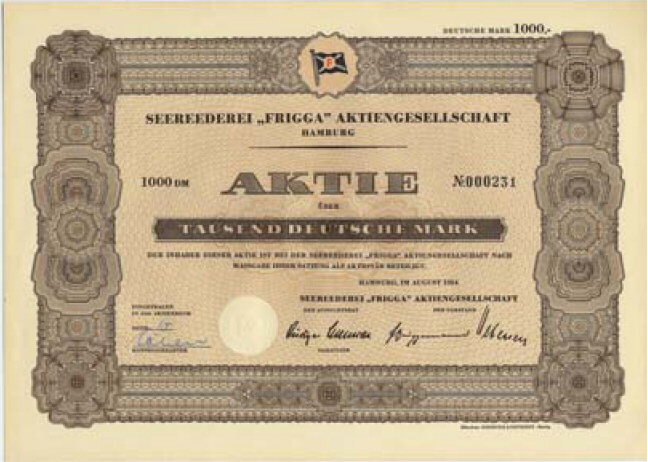
Aktie der Frigga von 1954

Das erste Schiff der Reederei war das 1904 in England gebaute und im Oktober 1921 aus den Niederlanden gekaufte Schiff Baldur (3.100 tdw). Ebenfalls im Oktober 1921 wurde die Harald gekauft, die bereits vor dem Weltkrieg der WTAG gehört hatte. Schon das dritte Schiff, die Heimdal (3.300 tdw), war ein Neubau im Auftrag der Reederei. Bis zum Zweiten Weltkrieg wurde das Aktienkapital mehrmals erhöht und im Zuge der Währungsreform umgestellt. 1939 belief sich das Kapital auf 6,6 Millionen RM. Die Flotte wuchs auf 12 Schiffe. Die Anteilseigner waren zu diesem Zeitpunkt:
- Westfälische Transport-AG (25 %)
- Frachtcontor GmbH (25 %)
- Vereinigte Stahlwerke AG (42,42 %)
- Hoesch AG (7,58 %)

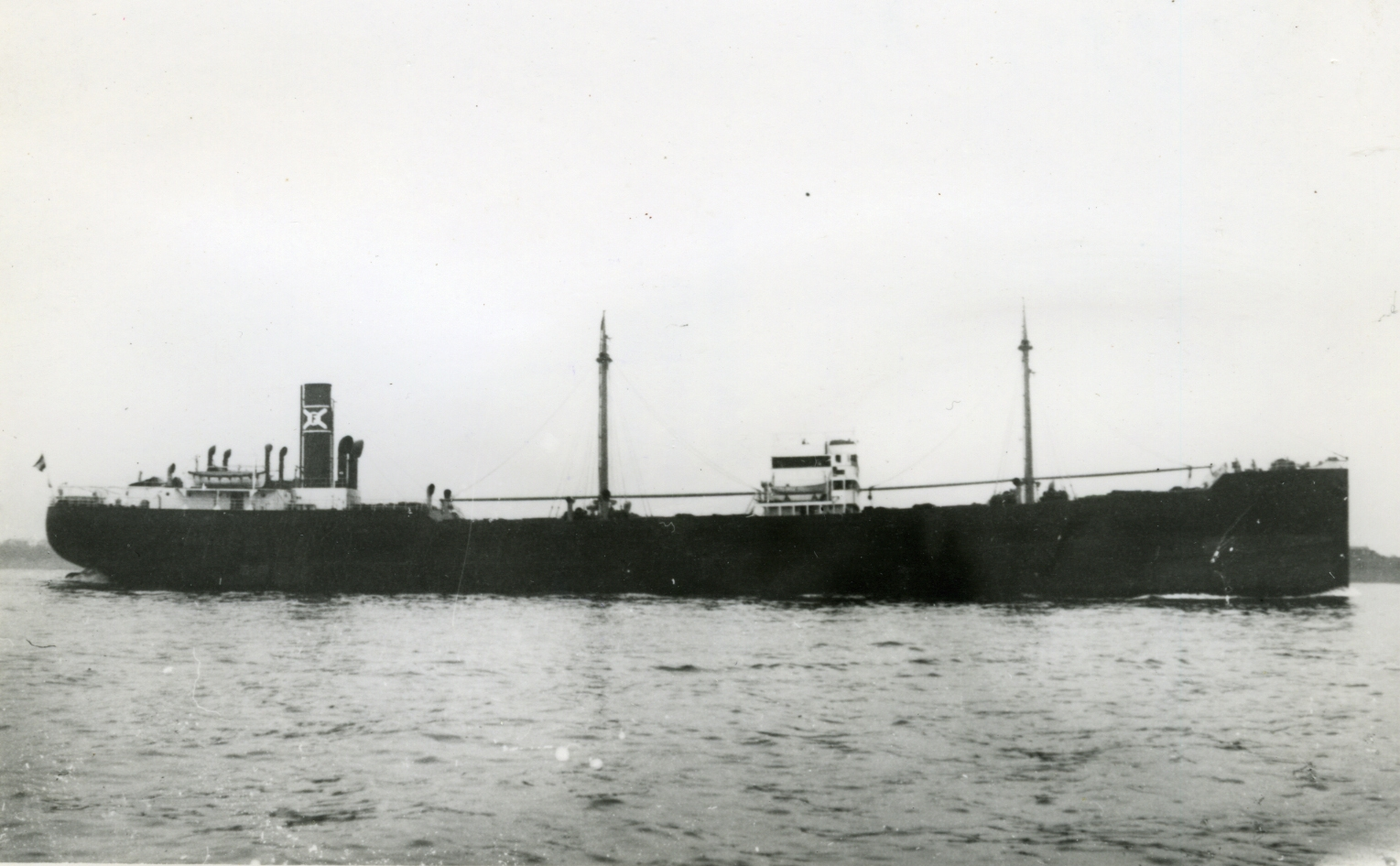
Die im März 1945 gesunkene Frigga wurde 1948 gehoben und 1949 wieder in Fahrt gebracht

Während des Krieges stand die Reederei unter staatlicher Zwangsbewirtschaftung. Alle Schiffe gingen durch Kriegseinwirkung verloren. Die 1922 gebaute Hermod und die 1924 gebaute Frigga konnten 1948 bzw. 1949 gehoben und nach einigen Schwierigkeiten von den Alliierten zurückerlangt werden. Für kurze Zeit führte die Reederei gewissermaßen das Flaggschiff der deutschen Handelsmarine, als Ende 1949 das 8.430-tdw-Schiff Frigga seinen Dienst wieder aufnahm. Es war zu dieser Zeit das größte deutsche Handelsschiff.
Die Flotte der Frigga wurde in der Folgezeit kontinuierlich ausgebaut, bis hin zu drei 145.000 tdw Massengutfrachtern. Die Reederei besaß zu Spitzenzeiten zwölf eigene Schiffe und bereederte fünf weitere Schiffe im Eigentum der Rheinstahl AG und der Thyssen AG in Bareboat-Charter über Tochtergesellschaften.

### Niedergang
Ende der 1960er Jahre verloren die Kohlefrachten an Bedeutung. Darum wurden die Anteile entsprechend dem veränderten Nutzen der Reederei für die Eigner neu verteilt. Die Anteilseigner hatten sich bis dahin durch Unternehmensfusionen oder -übernahmen bereits verändert. Ab 1970 gehörte die Seereederei Frigga zu je einem Drittel der August-Thyssen-Hütte AG, der Hoesch AG und der Beteiligungsgesellschaft KMR (Krupp, Mannesmann, Rheinstahl). 1970/71 wurde von Blohm & Voss mit der Widar (79.000 BRT, 146.000 tdw) der größte Trockenfrachter unter deutsche Flagge gebaut und an die Frigga abgeliefert.
Ab Ende der 1970er Jahre brach auch das Stahlgeschäft ein und gleichzeitig wirkten sich der steigende Ölpreis und Standortnachteile einer deutschen Reederei zunehmend aus. Die spezialisierten Schiffe der Frigga-Flotte konnten kaum für andere Frachten benutzt werden. Durch die Übernahme von Rheinstahl wurde Thyssen 1977 größter Aktionär. Die Anteilseigner benötigten die Transportkapazität ihrer Flotte immer weniger und waren an einer Umorientierung des Unternehmens nicht interessiert, stattdessen wurde die Flotte immer weiter reduziert.
Im Oktober 1984 fassten die Aktionäre den Entschluss, den Reedereibetrieb einzustellen. Die 15 Mitarbeiter der Verwaltung und noch 160 Personen des fahrenden Personals wurden überwiegend in andere Tätigkeiten vermittelt. Die AG wurde in eine GmbH umgewandelt und 1989 der Sitz des Unternehmens nach Tangstedt verlegt. Die beiden letzten Schiffe Aegir und Brage (je 82.325 tdw) wurden nach Panama ausgeflaggt und von Christian F. Ahrenkiel bereedert. 1991 wurden auch die letzten Schiffe verkauft und die Seereederei Frigga 1993 schließlich aus dem Handelsregister gelöscht.

## Die Flotte
Unter der Flagge der Frigga fuhren im Laufe der Zeit 44 Schiffe. Einige davon waren im Eigentum anderer Gesellschaften, wie der Rheinstahl AG, wurden jedoch von der Frigga bereedert. Die Namen der Schiffe entstammten vielfach der germanischen Mythologie oder waren nach bedeutenden Persönlichkeiten der anteilseignenden Gesellschaften benannt. In der Anfangszeit wurden die Schiffe meistens gebraucht von anderen Reedereien gekauft. Ab Mitte der 1950er Jahre handelte es sich fast ausnahmslos um Neubauten im Auftrag der Frigga.
Die Frigga ließ viele ihrer Schiffsneubauten von den Nordseewerken in Emden fertigen, die zum anteilseignenden Rheinstahl-Konzern gehörte. Auch ein Großteil der Besatzungen stammte aus Ostfriesland. Aufgrund ihrer strikten Ausrichtung auf den Erz- und Kohle-Massenguttransport, war die Reederei mit ihren Aufträgen oft in diesem Schiffbausegment innovativ tätig.
Hier sind die Schiffe geordnet nach der Dienstzeit bei der Frigga aufgeführt, da die Namen zum Teil mehrfach verwendet wurden zur Unterscheidung noch mit dem Jahr des Stapellaufes.
- 1921–1923 DS Harald (1904)
- 1921–1925 DS Baldur (1921)
- 1922–1940 DS Heimdal (1921)
- 1922–1926 DS Odin (1921)
- 1922–1944 DS Thor (1922)
- 1924–1927 DS Braga (1901)
- 1923–1943 DS Aegir (1923)
- 1927–1940 DS August Thyssen (1923)
- 1924–1962 DS Frigga (1924)
- 1929–1944 DS Odin (1928)
- 1933–1940 DS Albert Janus (1928)
- 1929–1940 DS Baldur (1929)
- 1936–1941 DS Widar (1935)
- 1936–1942 DS Hödur (1913)

- 1938–1940 DS Brage (1937)
- 1939–1956 DS Hermod (1922)
- 1940–1945 DS Vale (1939)
- 1941–1944 DS Albert Janus (1916)
- 1950–1958 DS Thor (1918)
- 1952–1964 MS Odin (1951)

- 1952–1964 MS Baldur (1951)
- 1953–1967 MS Widar (1953)
- 1954–1963 DS Heimdal (1944)
- 1955–1966 MS Aegir (1955)
- 1956–1966 MS Brage (1956)

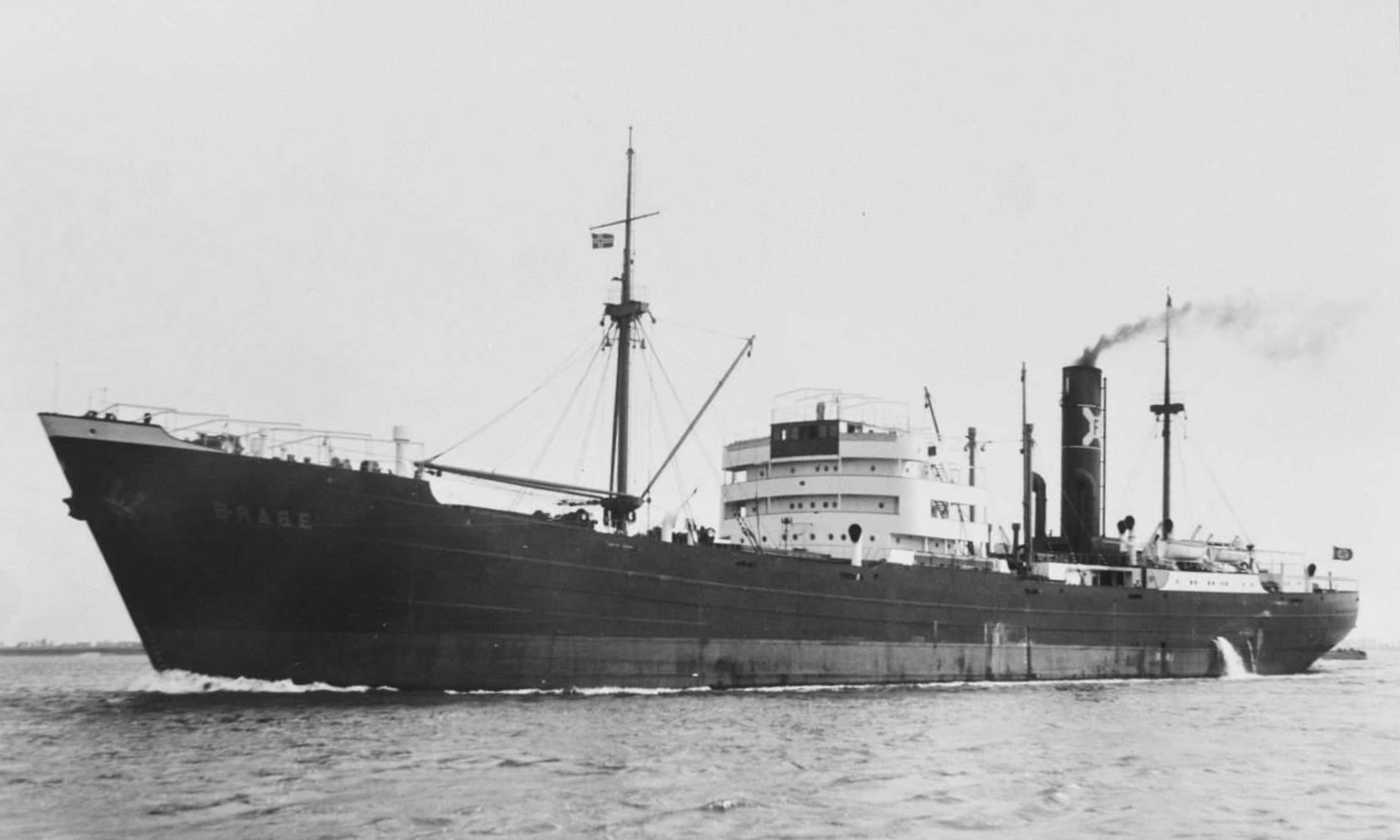
Die 1937 gebaute Brage

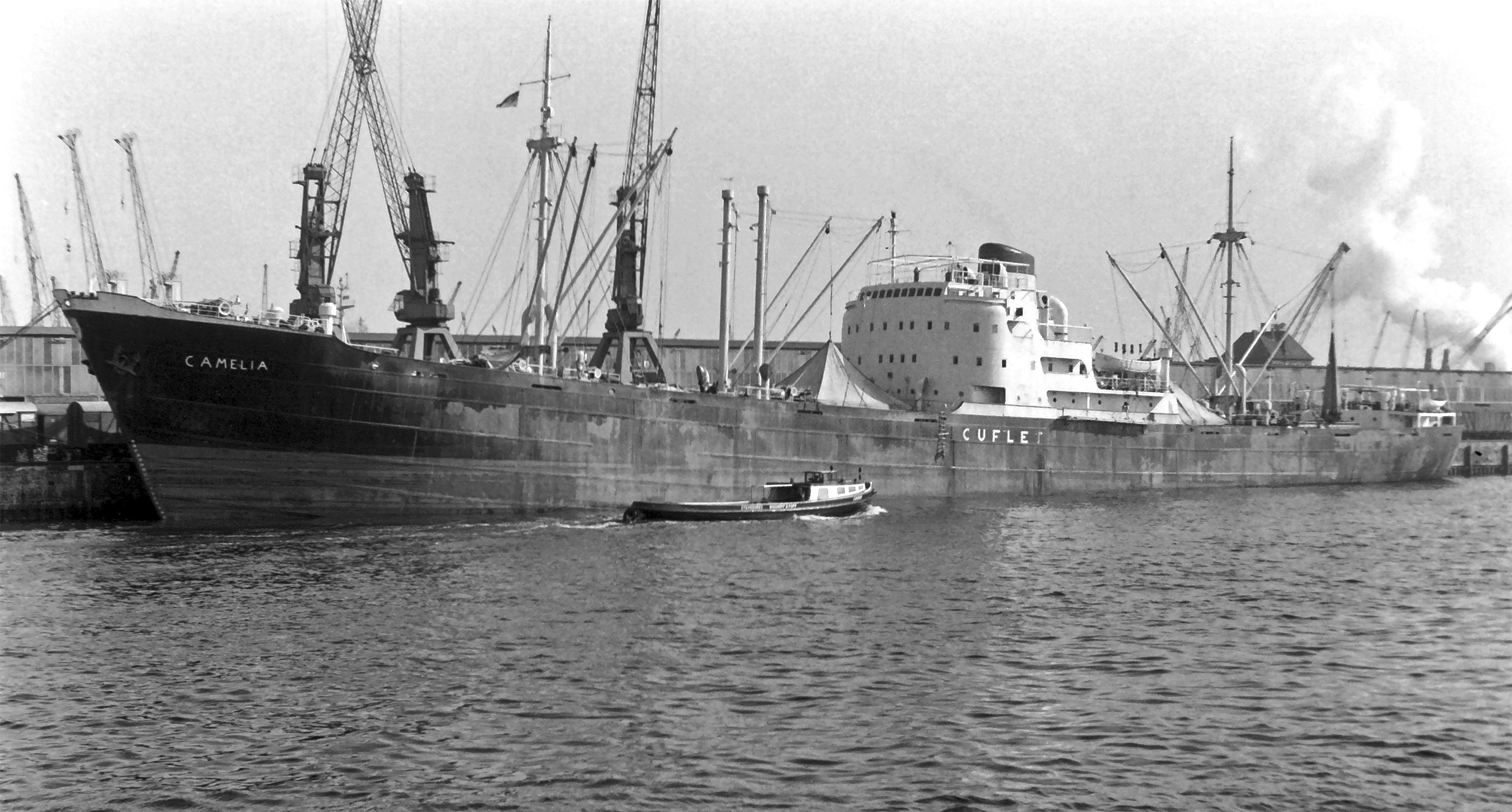
Die Baldur (1952), hier als Camelia 1969 in Hamburg

- 1956–1962 DS August Thyssen (1943)
- 1954–1971 MS Hödur (1954)
- 1957–1972 MS Vale (1957)
- 1958–1970 MS Otto Springorum (1958)

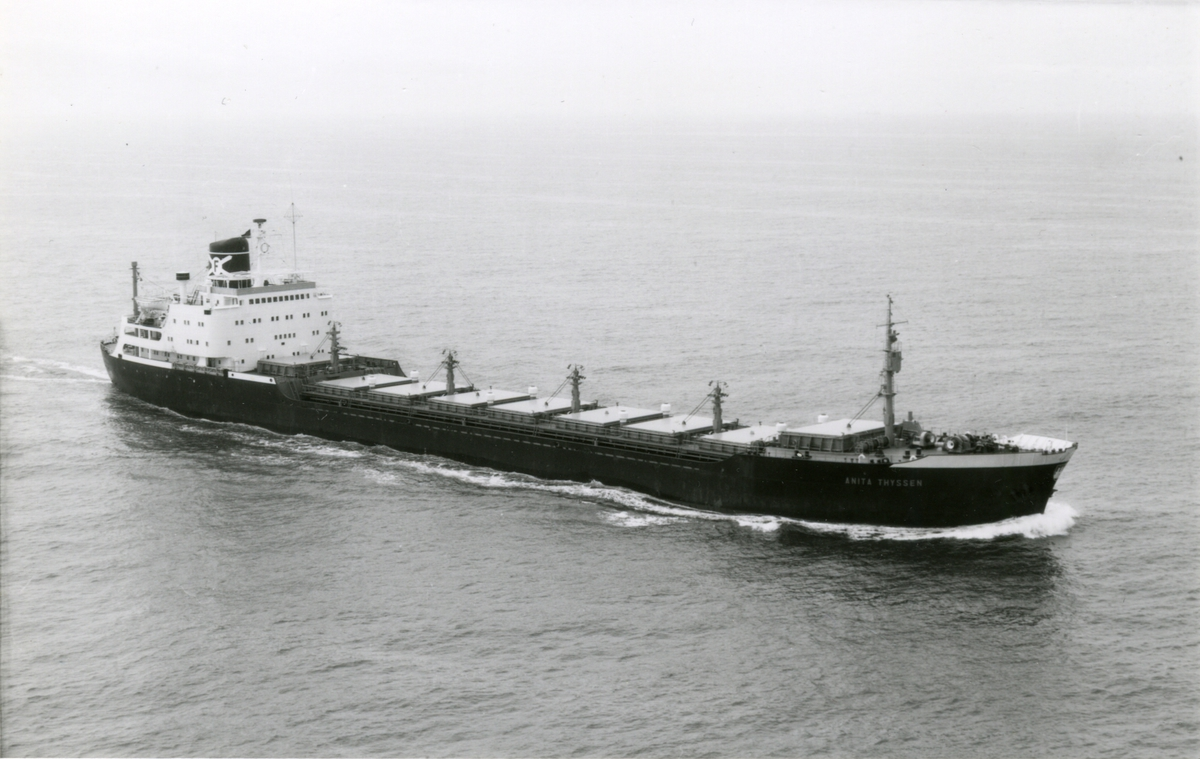
Die 1959 gebaute Anita Thyssen

- 1958–1966 MS Fritz Thyssen (1958)
- 1958–1969 MS Rheinstahl (1958)
- 1958–1969 MS Arenberg (1958)
- 1958–1969 MS Albert Vögler (1958)

- 1959–1969 MS Anita Thyssen (1959)
- 1959–1964 MS Albert Janus (1959)
- 1963–1973 MS Frigga (1963)
- 1965–1982 MS Odin (1965)
- 1965–1983 MS Fritz Thyssen (1965)
- 1966–1978 MS Baldur (1966)
- 1968–1991 MS Aegir (1968)
- 1968–1991 MS Brage (1968)
- 1971–1984 MS Widar (1971)
- 1973–1984 MS Thor (1972)
- 1973–1985 MS Hermod (1973)